# Mocímboa da Praia
Mocímboa da Praia è un centro abitato del Mozambico situato nella provincia di Cabo Delgado ed è capoluogo dell'omonimo distretto; conta 69 466 abitanti (stima 2012).